# 광한시

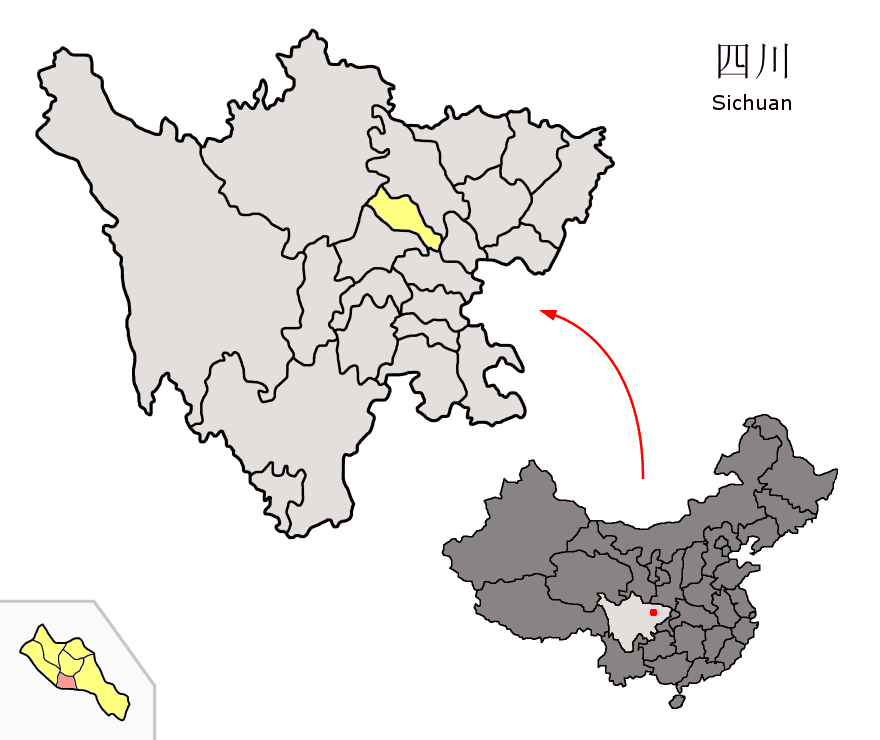
광한 시의 위치

광한시(중국어: 广汉市, 병음: Guǎnghàn Shì)는 중화인민공화국 쓰촨성 더양 시의 현급시이다. 넓이는 551km2이고, 인구는 2007년 기준으로 590,000명이다.
주요 산업은 관광업, 제약업과 건자재 공급이다. 관광업의 주요 부분은 삼성퇴 유적 부근이다. 이 지역은 꾸준히 산업화되고 있어 농업의 진보와 지역 발전을 돕고 있다. 광한항공대학은 비행기 조종사, 비행기 교통 통제자와 기술자, 승무원, 행정관, 사무관 등 중국의 항공 전문가들을 많이 육성하고 있다.

## 기후
연평균 기온은 16.3°C이고 연평균 강수량은 890.8mm이다.

## 행정 구역
17개 진, 2개 향을 관할한다.
- 진: 雒城镇, 三水镇, 连山镇, 高坪镇, 南兴镇, 向阳镇, 小汉镇, 金轮镇, 新丰镇, 兴隆镇, 新华镇, 和兴镇, 松林镇, 金鱼镇, 新平镇, 南丰镇, 西高镇.
- 향: 北外乡, 西外乡.